# Lättlagat
Lättlagat är ett matprogram som under 2003 till 2008 gått i TV4 och TV4 Plus, i sammanlagt 145 avsnitt. Programledare är kockarna Pelle Johansson, Kråke Lithander, Sacha Smederevac samt bagaren Johan Sörberg.